# Pacto de não-agressão
Um pacto de não agressão ou pacto de neutralidade é um tratado entre dois ou mais estados/países que inclui uma promessa dos signatários de não se envolver em ação militar uns contra os outros. Tais tratados podem ser descritos por outros nomes, como um tratado de amizade ou não-beligerância, etc. Leeds, Ritter, Mitchell, & Long (2002) distinguem entre um pacto de não agressão e um pacto de neutralidade. Eles postulam que um pacto de não agressão inclui a promessa de não atacar os outros signatários do pacto, enquanto um pacto de neutralidade inclui uma promessa de evitar o apoio de qualquer entidade que atue contra os interesses de qualquer um dos signatários do pacto. O exemplo mais facilmente reconhecido da entidade acima mencionada é outro país, estado-nação ou organização soberana que representa uma consequência negativa para as vantagens detidas por uma ou mais das partes signatárias.

## História
No século XIX, os pactos de neutralidade foram historicamente usados para dar permissão a um signatário do pacto para atacar ou tentar influenciar negativamente uma entidade não protegida pelo pacto de neutralidade. Os participantes do pacto de neutralidade concordam em não tentar neutralizar um ato de agressão de um signatário do pacto contra uma entidade não protegida nos termos do pacto. Possíveis motivações para tais atos por um ou mais dos signatários dos pactos incluem o desejo de assumir ou expandir o controle de recursos econômicos, locais militarmente importantes, etc.
O Pacto Molotov-Ribbentrop de 1939 entre a União Soviética e a Alemanha nazista é talvez o exemplo mais conhecido de um pacto de não agressão. O Pacto durou até a invasão alemã da União Soviética em 1941 na Operação Barbarossa. No entanto, tais pactos podem ser um dispositivo para neutralizar uma potencial ameaça militar, permitindo que pelo menos um dos signatários libere seus recursos militares para outros fins. Por exemplo, o Pacto Molotov-Ribbentrop liberou recursos alemães da frente russa. Por outro lado, o Pacto de Neutralidade Soviético-Japonês, assinado em 13 de abril de 1941, removeu a ameaça do Japão no leste, permitindo aos soviéticos mover grandes forças da Sibéria para a luta contra os alemães, que tiveram influência direta na Batalha de Moscou.
O conjunto de dados de Obrigações e Disposições do Tratado da Aliança (ATOP) registra 185 acordos que são apenas pactos de não agressão entre 1815 e 2018.  De acordo com esses dados, 29 desses pactos foram registrados no período entre guerras com picos de ocorrências em 1960, 1970, 1979, e especialmente no início dos anos 1990, quando vários estados do Leste Europeu assinaram pactos após a queda da União Soviética.
Estados com histórico de rivalidade tendem a assinar pactos de não agressão para evitar conflitos futuros entre si. Os pactos geralmente facilitam a troca de informações que reduzem a incerteza que pode levar a conflitos. Além disso, o pacto sinaliza para as nações terceiras que a rivalidade diminuiu e que as relações pacíficas são desejadas. Verificou-se que as grandes potências são mais propensas a iniciar conflitos militares contra seus parceiros em pactos de não agressão do que contra Estados que não têm nenhum tipo de aliança com eles.